# ロビン・アマラーン
ロビン・アマラーン（Robin Ammerlaan, 1968年2月26日 - ）は、オランダの車いすテニス選手で、シドニーパラリンピック男子ダブルス、アテネパラリンピック男子シングルス金メダリスト。2005年よりNEC車いすテニスマスターズを連覇している。ロビン・アメルラーンの表記もある。

## 人物
オランダ ハーグに生まれる。テニスを13歳で始めたほか、卓球、水泳、柔道などさまざまなスポーツを楽しむ少年時代を送るが、二分脊椎症による下肢麻痺により、徐々に歩行が困難になった。1997年、背中に受けた手術がもとで車いすの生活となり、リハビリテーションのために28歳で車いすテニスを始めた。
1999年にはNEC車いすテニスマスターズで初優勝し、一躍、世界のトップ選手となる。リッキー・モリールと組んだ2000年のシドニーパラリンピック男子ダブルス、2004年のアテネパラリンピック男子シングルスでそれぞれ金メダルを獲得した。2006年には国際テニス連盟（ITF）が選出するITF世界チャンピオンとなった。
身長180cm、右利き。オランダの車いすメーカーにテクニカルアドバイザーとして勤務している。

## 主要大会獲得タイトル

### 男子シングルス

#### スーパーシリーズ
- 全豪オープン
  - 2002
- 全英オープン
  - 2003, 2006
- USTA全米車いす選手権
  - 2011
- ジャパンオープン
  - 2004

#### マスターズ
- 全豪オープン（クラシックエイト）
  - 2002
- 全米オープン（ニューヨーク）
  - 2005, 2006
- NEC車いすテニスマスターズ
  - 1999, 2000, 2003, 2005, 2006, 2007

#### その他
- パラリンピック
  - 2004

### 男子ダブルス

#### グランドスラム
- 全豪オープン
  - 2007[1], 2009[1], 2012[2]

#### スーパーシリーズ
- 全豪オープン
  - 2004[3], 2005[3], 2006[3]

- 全英オープン
  - 2001[4], 2002[4]
- USTA全米車いす選手権
  - 2000[5], 2003[6], 2004[7], 2006[8], 2007[8]

#### マスターズ
- 全豪オープン（クラシックエイト）
  - 2002[4], 2004[3], 2005[3], 2006[3]
- ウィンブルドン
  - 2007[2], 2008[2], 2010[9]
- 全米オープン（ニューヨーク）
  - 2005[8], 2006[8]

#### その他
- パラリンピック
  - 2000[5]

### 国別対抗団体戦
- ワールドチームカップ
  - 1999, 2001, 2004, 2005, 2006

## 註
1. 1 2  パートナーは国枝慎吾（日本）。
2. 1 2 3  パートナーはロナルト・ヴィンク（オランダ）。
3. 1 2 3 4 5 6  パートナーはマルティン・レグナー（オーストリア）。
4. 1 2 3  パートナーはジャヤン・ミストリー（イギリス）。
5. 1 2  パートナーはリッキー・モリール（オランダ）。
6. ↑  パートナーは斎田悟司（日本）。
7. ↑  パートナーはデビッド・ホール（オーストラリア）。
8. 1 2 3 4  パートナーはミカエル・ジェレミアス（フランス）。
9. ↑  パートナーはステファン・オルソン（スウェーデン）。